# Leden van Vlaanderen
De Vier Leden van Vlaanderen waren de vier leden binnen de Staten van Vlaanderen met beslissingsbevoegdheid, tot 1597 toen de clerus het vijfde lid werd. 
De Vier Leden van Vlaanderen bestonden uit een of meer afgevaardigden van de steden Gent, Brugge, Ieper en het Brugse Vrije. Zij kwamen meerdere malen per maand in een van die steden bijeen om de zaken te bespreken die het graafschap Vlaanderen aangingen. Ze begaven zich ook soms naar de plaats waar de problemen zich voordeden.